# 13540 Kazukitakahashi
13540 Kazukitakahashi è un asteroide della fascia principale. Scoperto nel 1991, presenta un'orbita caratterizzata da un semiasse maggiore pari a 2,3621158 UA e da un'eccentricità di 0,1538853, inclinata di 1,93333° rispetto all'eclittica.